# Рудник Гужумсай
Рудник Гужумсай — гірничодобувний майданчик в центральній частині Узбекистану.
Рудник створений для розробки золоторудного родовища Гужумсай (за іншим поглядом, лише його західної частини, тоді як на східній створений рудник Урталик), розташований у західній частині Зармітанського рудного поля на південному схилі північного хребта гір Нуратау. Він почав свою роботу в 2009 році (розкриття першого горизонту очікувалось до кінця 2010-го) та організаційно належить до Південного рудоуправління Навоїйського гірничо-металургійного комбінату.
Розробка ведеться підземним способом. Відомо про існування похилого з'їзду НТС-5Г, який досягає щонайменше горизонту в +600 метрів (абсолютна відмітка, що з урахуванням рельєфу може відповідати глибині у три-чотири сотні метрів), шахти № 1 (із добувними горизонтами +780, +720, +660 та +600) та стовбуру № 6Г («Допоміжний», так само був доведений не менш ніж до +600 метрів). Водночас 2018 року повідомлялося про введення в дію шахти глибиною 500 метрів.
Отримана на Гужумсай руда спрямовується для вилучення золота на належний рудоуправлінню Гідрометалургійний завод № 4 (ГМЗ-4).
Річна потужність рудника становить 0,65 млн тонн руди на рік (за іншими даними — 0,75 млн тонн після досягнення рудником в 2018-му глибини у 500 метрів). При цьому можливо відзначити, що станом на другу половину 2010-х запаси Гужумсай оцінювались у 11,8 млн тонн руди (плюс 54,2 млн тонн ресурсів).